# The World of David Bowie
Albums de David Bowie
Space Oddity
(1969) The Man Who Sold the World
(1970)
The World of David Bowie est une compilation de David Bowie parue en mars 1970 chez Decca Records.

## Histoire
David Bowie signe un contrat avec Decca Records en octobre 1966. Durant les dix-huit mois qui suivent, le label publie son premier album, David Bowie (juin 1967), et trois singles, mais aucun de ces disques ne rencontre le succès et le manque d'enthousiasme des responsables de Decca pour sa musique l'incite à mettre un terme à leur association en avril 1968.
À l'automne 1969, Bowie apparaît pour la première fois dans le hit-parade britannique avec le single Space Oddity. Cherchant à profiter de l'occasion, Decca publie une compilation de Bowie dans sa collection à prix réduit « The World of… ». The World of David Bowie se compose de quatorze titres, dont dix proviennent de l'album de 1967, auxquels s'ajoutent une face B et trois titres restés inédits jusqu'alors. Bien que Bowie ne soit plus lié contractuellement avec Decca à l'époque, il approuve la sélection des titres figurant sur la compilation et achète même un exemplaire du disque après sa sortie.
Decca ressort The World of David Bowie en 1973 avec une nouvelle pochette où Bowie apparaît dans son personnage de Ziggy Stardust. En 2019, à l'occasion du Record Store Day, Decca réédite à nouveau cette compilation à 3 500 exemplaires.

## Titres
Toutes les chansons sont écrites et composées par David Bowie.
| 1. | Uncle Arthur                                   | 2:07 |
| 2. | Love You till Tuesday                          | 3:09 |
| 3. | There Is a Happy Land                          | 3:11 |
| 4. | Little Bombardier                              | 3:24 |
| 5. | Sell Me a Coat                                 | 2:58 |
| 6. | Silly Boy Blue                                 | 3:48 |
| 7. | The London Boys (face B du single Rubber Band) | 5:56 |

| 8.  | Karma Man (inédit)                  | 2:58 |
| 9.  | Rubber Band                         | 2:17 |
| 10. | Let Me Sleep Beside You (inédit)    | 3:24 |
| 11. | Come and Buy My Toys                | 2:07 |
| 12. | She's Got Medals                    | 2:23 |
| 13. | In the Heat of the Morning (inédit) | 2:55 |
| 14. | When I Live My Dream                | 3:22 |